# Европейская площадь (Одесса)
Европейская площадь в Оде́ссе — одна из главных площадей и наиболее важных архитектурных достопримечательностей города Одессы.

## Создание и развитие в период Российской империи
Вскоре после начала строительства одесского порта в 1796 году на месте современной Екатерининской площади было решено построить церковь во имя святой Екатерины Александрийской. Был заключен договор с архитектором Ж. Дофине о постройке этой церкви к 1797 году, однако смерть императрицы Екатерины ΙΙ и приход к власти её сына Павла Ι, не желавшего продолжать активное финансирование строительства Одессы, стал причиной остановки возведения здания. Спустя много лет, в 1821 году, недостроенную церковь разобрали «по причине ветхости». Сейчас на одном из домов площади в память о недостроенной церкви установлена мемориальная табличка. К 1820—1830-х годам постепенно сформировалась Екатерининская площадь. Посреди неё находился небольшой треугольный сквер, в котором в 60-е годы XIX века было высажено несколько не встречающихся более нигде в Одессе хвойных деревьев.
Регулярная застройка Екатерининской площади с перестройкой её периметра и увеличением этажности зданий началась в третьем десятилетии XIX-го столетия. Вследствие застройки крайних участков площадь в своей форме из круглой превратилась в треугольную.
После проведения в городе водопровода, в 1873 году, в центре площади устроили один из первых в городе фонтанов. Впоследствии этот фонтан перенесли в Городской Сад.
В разные годы площадь носила названия Елизаветинской, Дюковской, Екатерининской.
В 1889 году городская дума решила торжественно отметить 100-летие Одессы, установив памятник в честь основателей Одессы.
22 августа (2 сентября) 1894 года в годовщину указа об основании Одессы состоялась закладка памятника Екатерины. Место закладки окропили святой водой, заложили металлические пластины с текстом о времени и обстоятельствах сооружения памятника.
Автор проекта Ю. М. Дмитренко назвал его «Одесса-Порт». Символичен выбор места, именно там, где когда-то был заложен и стоял недостроенный храм небесной покровительницы императрицы Екатерины. Авторы памятника скульпторы М. П. Попов, Б. В. Эдуардс, Л. Д. Менционе и архитектор Ю. Дмитренко.
После Февральской революции памятник закрыли тканью. Городская дума получила такое предписание: «Немедленно снять с пьедестала памятник Екатерине. Вопрос о его сохранении или уничтожении передать в петроградскую художественную комиссию под председательством тов. Горького». Заступничество М. Горького и Бенуа, которые заявили, что памятник представляет величайшую художественную ценность, привело к тому, что памятник решили сохранить. Во время оккупации города Центральными державами австрийцы устроили повторное открытие памятника императрице. После окончательного установления советской власти, был осуществлен демонтаж памятника в ходе первомайского субботника 1920 года. Пьедестал и колонна остались на прежнем месте. Бронзовые фигуры сподвижников Екатерины были сняты и хранились в Одесском краеведческом музее.

## Площадь в межвоенный период
7 февраля 1921 года был открыт памятник К. Марксу, состоявший из одной бетонной головы, тонированной под розовый гранит. Он был установлен на остававшейся от предыдущего памятника колоне — пьедестале. Скульпторами выступили М. И. Гельман и М. Л. Шехтман. Это был временный памятник, обусловленный необходимостью в «монументальной пропаганде». Ещё советские искусствоведы указывали на «некоторые погрешности композиции бюста», особенно неудачный, непропорциональный по отношению к большой голове срез плеч, обусловленный габаритами верхней площадки пьедестала. Другой причиной низкого качества памятника была неподготовленность скульпторов к выполнению столь величественных монументальных заданий. М. И. Гельман к тому времени только год проучился в школе Общества поощрения художеств в Петрограде, М. Л. Шехтман по специальности был зубным врачом, скульптурой занимался как любитель.
Вера Инбер писала: «На этот цоколь, на этот темно-красный монолит было решено поставить бюст Карла Маркса. Торжество открытия памятника состоялось в зимний день, когда туман клочьями носился по городу и за углом площади разрушался дом, из которого были вынуты все деревянные части для топки. Памятник был закрыт парусиной. Наконец, холодные трубы и валторны заиграли „Интернационал“, и мы, стоящие внизу, увидали памятник. Он состоял из одной головы, как богатырь, с которым сразился Руслан. Не было ни плеч, ни шеи. Каменная волна волос сливалась с бородой, плоскости щек были квадратны, потому что скульптор был кубист»
Через несколько лет бюст К. Маркса заменили на фигуру в полный рост, которую, при сильном порыве ветра снесло с пьедестала. Постамент памятника простоял ещё много лет. На него водружали, например, символы труда — серп и молот — около 1930 года.
В конце 1930-х годов проводился конкурс (объявлен 10 октября 1937 года) на новый памятник Карлу Марксу, в котором победил проект скульптора Г. С. Теннера и архитекторов К. Б. Корчёнова, А. С. Назарец и В. Л. Фельдштейна. Принятый к осуществлению проект был размещён в журнале «Архітектура Радянськоi Украіни», № 2 за 1940 год. Осуществлению проекта помешала война.

## Послевоенный период
В 1950 году колонну своротили с помощью гусеничной техники. На почтовой открытке 1956 года на месте бывшего памятника разбит большой цветник. 27 июня 1965 года, в день 60-летия начала восстания на броненосце «Потёмкин», на площади состоялось открытие памятника Потемкинцам (Скульптор В. А. Богданов, архитекторы М. М. Волков и Ю. С. Лапин). На открытии присутствовала группа ветеранов-потемкинцев. Памятник Потёмкинцам на площади стоял с 1965 по 2007 — это больше всех других монументов на этом месте. Площадь переименовали в площадь Потёмкинцев, как и всемирно известную лестницу (впервые названа Потемкинской в 1931). В июне 2007 года, в ходе реконструкции Екатерининской площади, памятник матросам-потемкинцам был перенесен на Таможенную площадь.

## Восстановление памятника основателям Одессы
В 2007 году Одесский горсовет принял решение восстановить утраченный памятник основателям Одессы с использованием аутентичных элементов и частей памятника, которые хранятся в Одесском историко-краеведческом музее, а также реконструировать саму площадь.
В процессе реконструкции в течение года были восстановлены аутентичные виды фасадов всех восьми домов — памятников архитектуры, окружающих площадь. Реконструкцию, согласно мировым правилам, предваряли исследования, позволившие установить изначальные варианты окраски исторических фасадов. По окончании реконструкции и восстановления памятника было проведено благоустройство площади. Установлена архитектурная подсветка. Открытие восстановленного памятника основателям Одессы состоялось в 2007 году. Памятник, в соответствии с изначальным планировочным решением, стал архитектурно-исторической доминантой площади. Памятник основателям восстановлен на средства семьи инвестора Руслана Тарпана. Все работы по реконструкции площади проведены холдингом « Инкор-групп».
В процессе реконструкции площади в 2007 году, на фасаде одного из отреставрированных домов — дом № 6 — появились монограммы «ЭИГ» и «РСТ», происхождение которых связывают с городским головой Эдуардом Иосифовичем Гурвицем и руководителем строительной фирмы «Инкор-групп», осуществлявшей реконструкцию площади — Русланом Серафимовичем Тарпаном.

В 2011 году было восстановлено освещение площади и она приобрела вид начала XX века.
«В своем новом виде Екатерининская площадь стала для Одессы столь же значимой, как Европейская — для Киева, Дворцовая — для Санкт-Петербурга, Гранд-Плас — для Брюсселя. Более того, сегодня Екатерининская площадь претендует войти в число самых красивых площадей в Европе»
В 2022 году после начала вторжения России на Украину украинские города начали избавляться не только от советских монументальных памятников и названий, но и от памятников и памятных знаков, связанных с Россией. 29 декабря 2022 года, по решению депутатов Одесского горсовета, были демонтированы памятник основателям Одессы и монумент полководцу Александру Суворову.

## Галерея

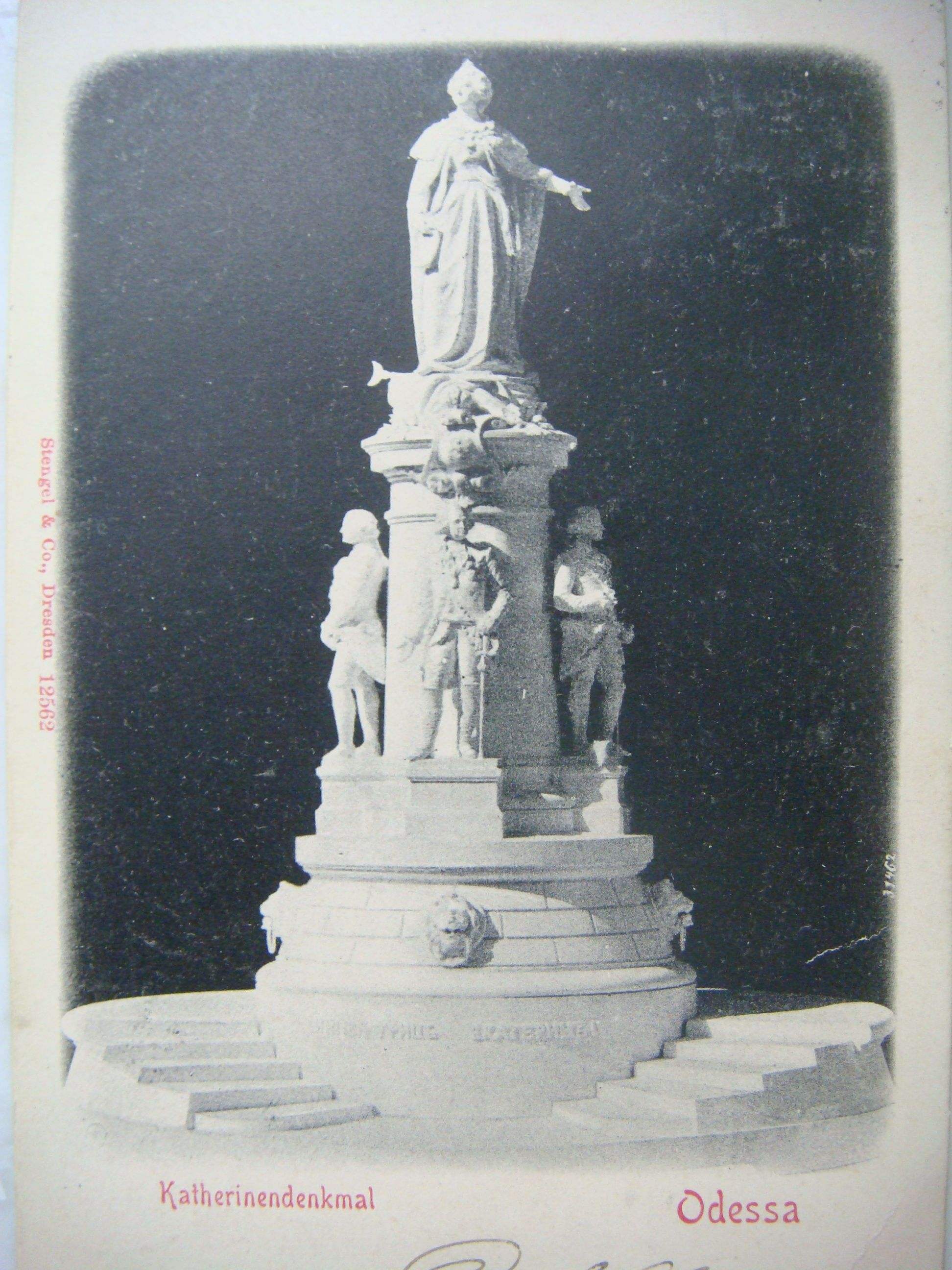
Вид запланированного к возведению монумента Екатерине II на открытке конца XIX века.
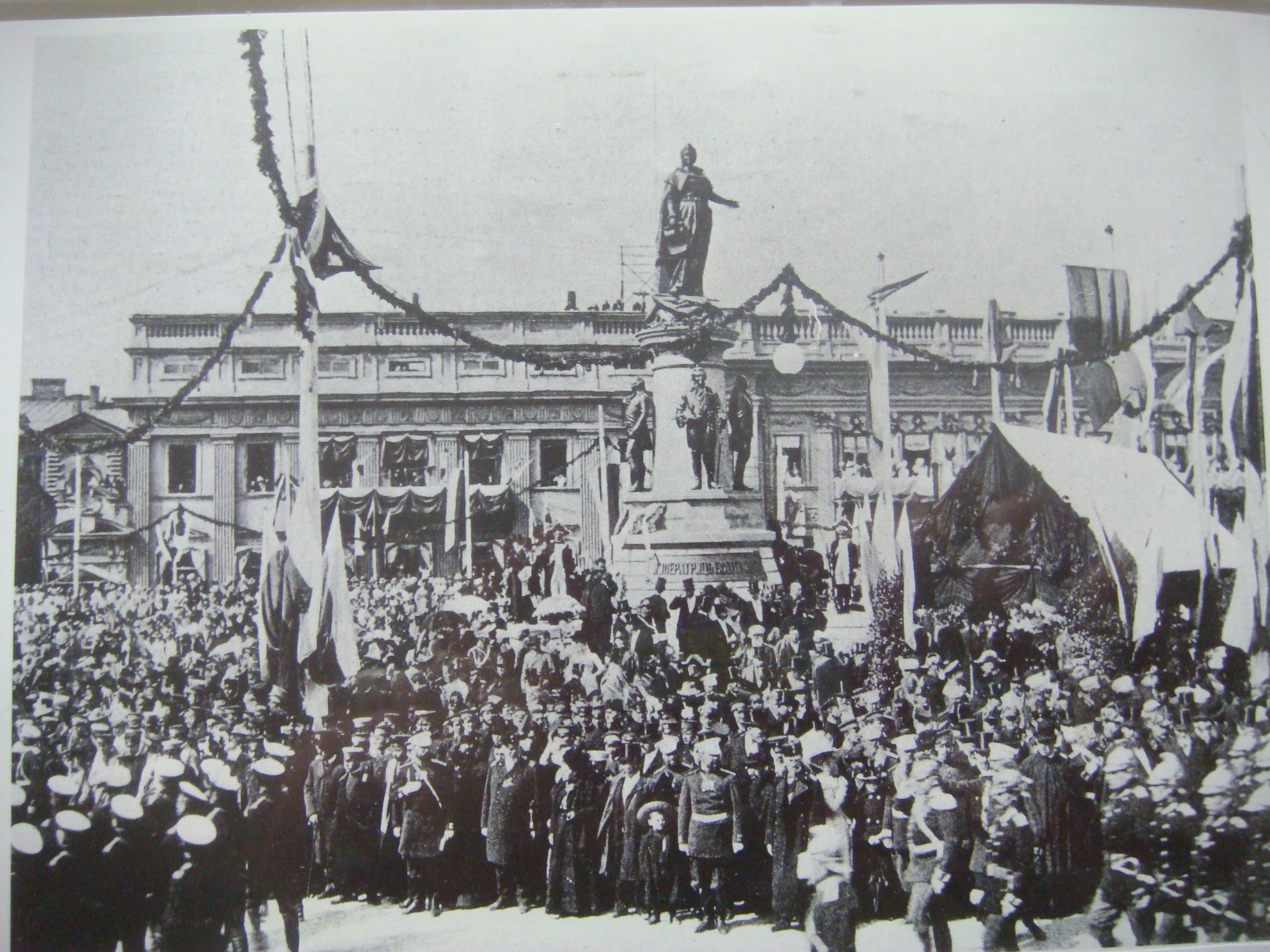
Фотография момента торжественного открытия памятника Екатерине Великой в 1900 году.
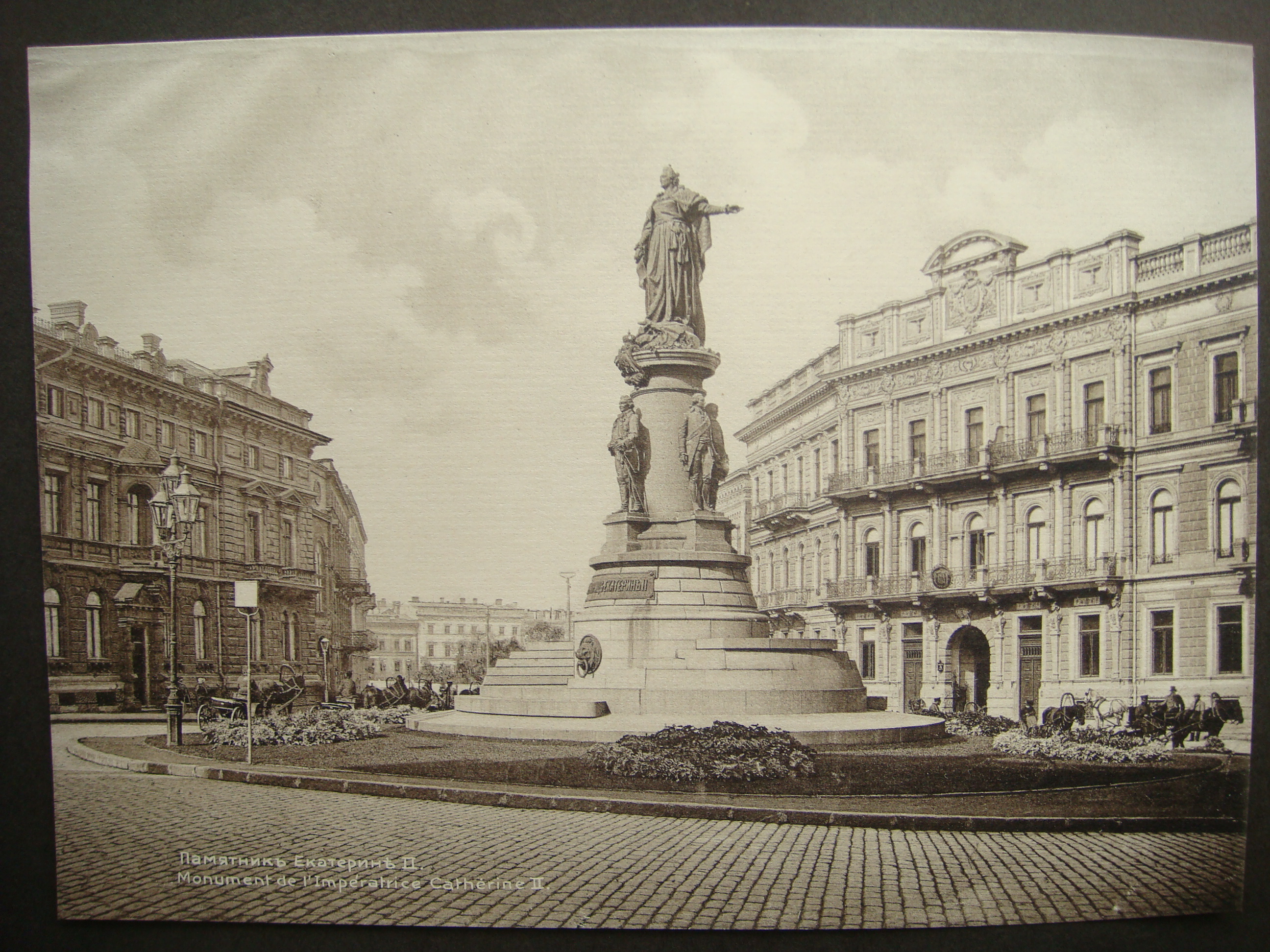
Фотография начала XX века с видом Екатерининской площади в Одессе.
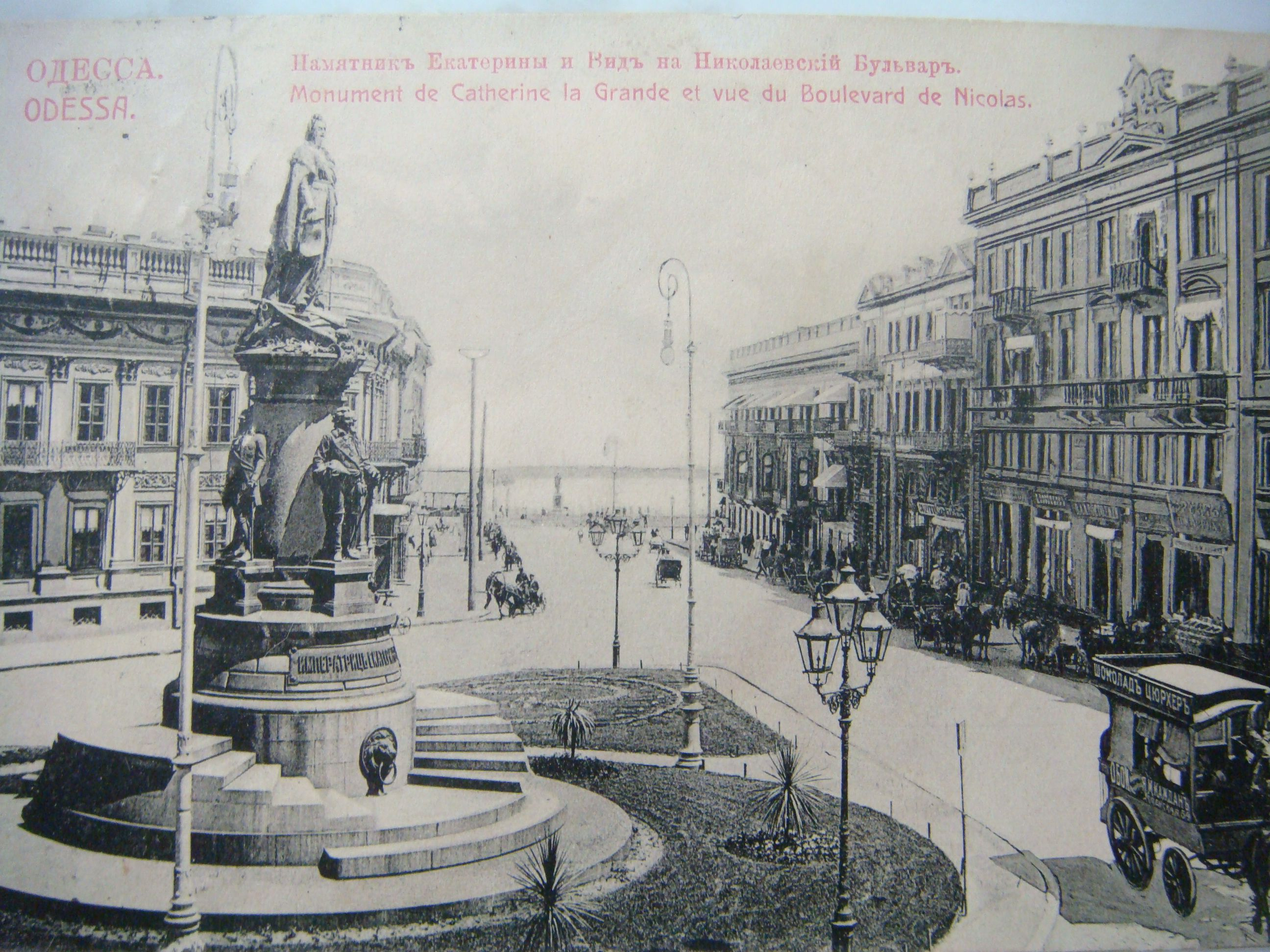
Открытка начала XX века с видом Екатерининской площади.
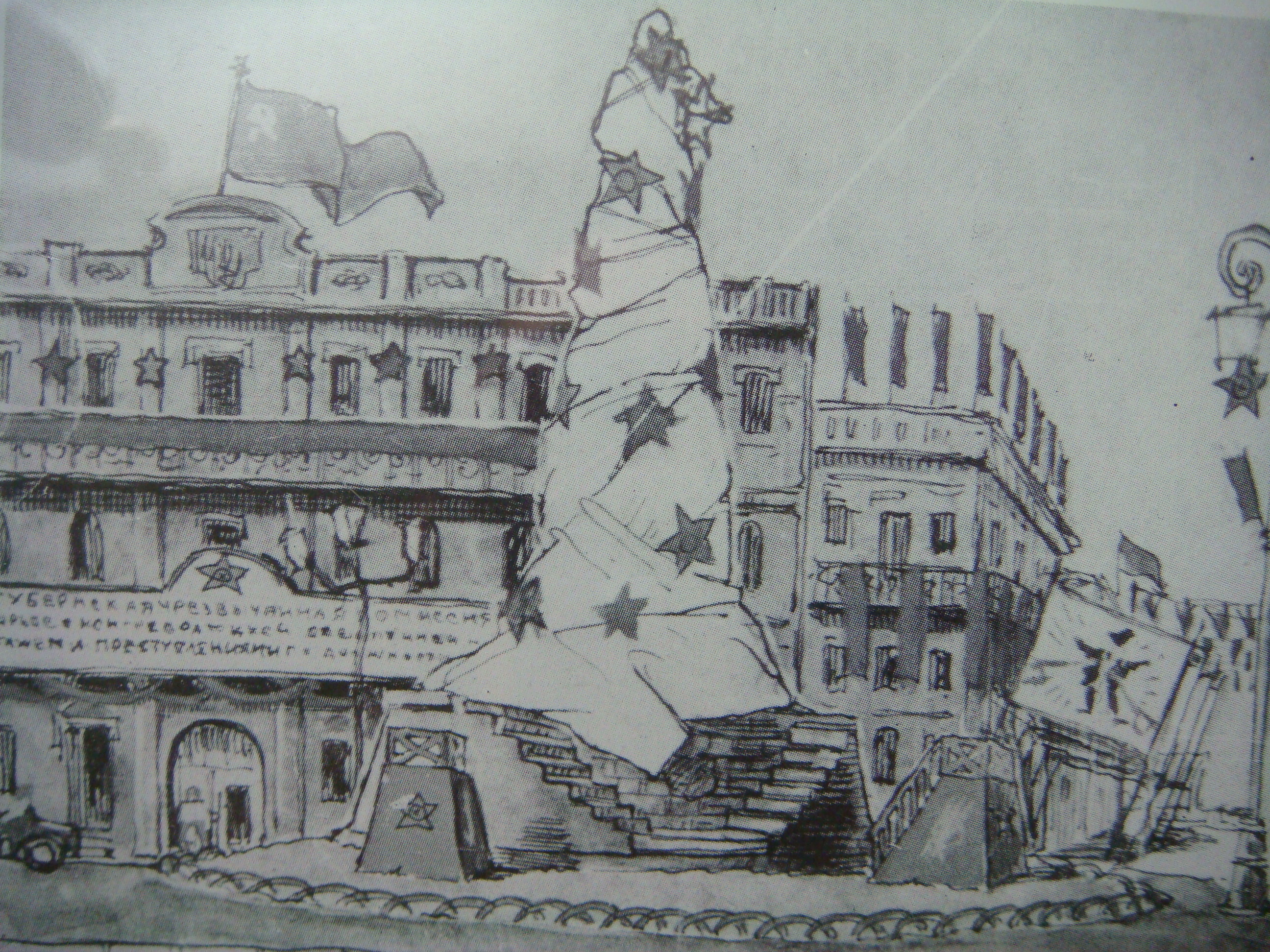
Эскиз праздничного оформления Екатерининской площади эпохи военного коммунизма.
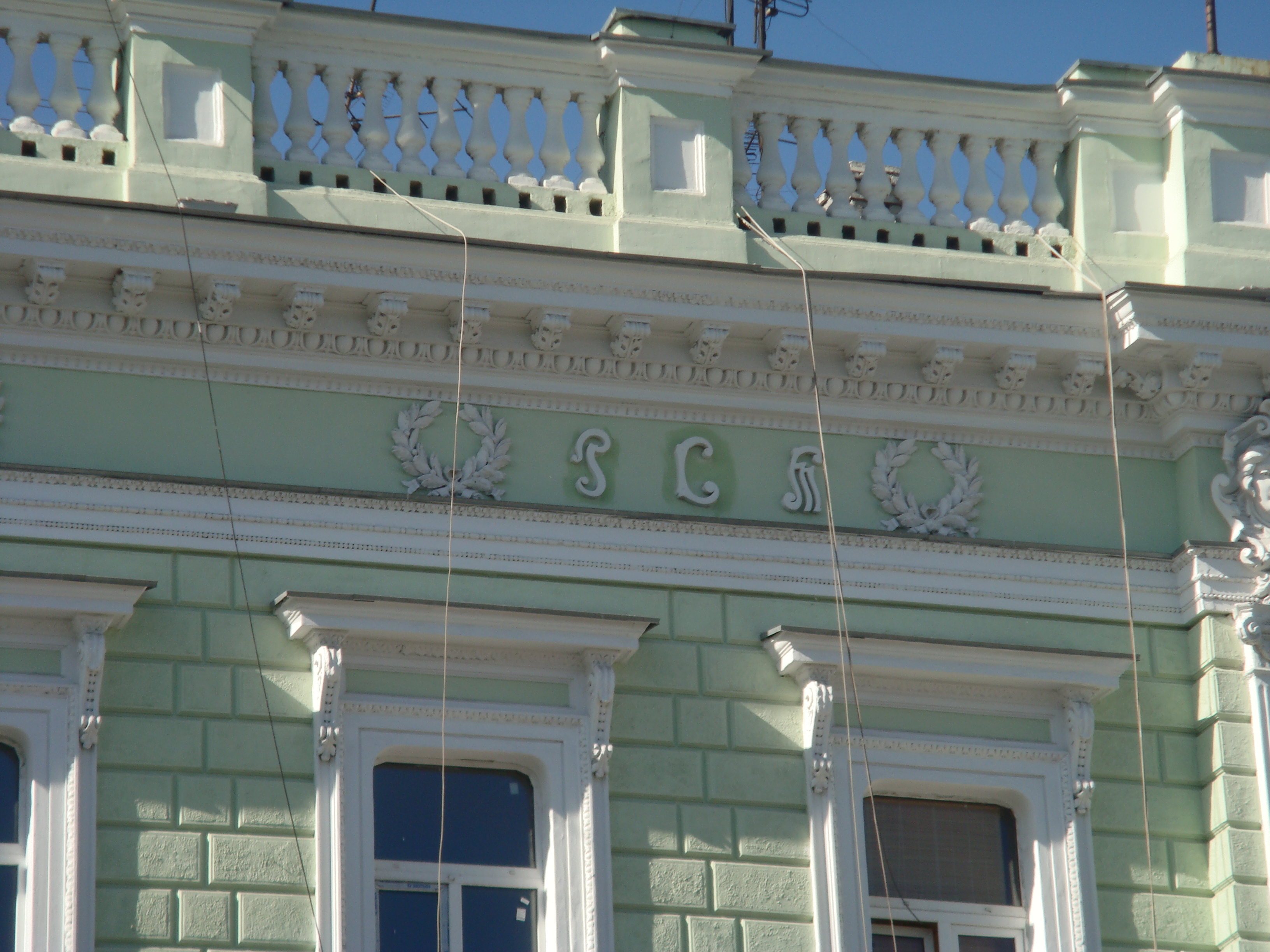
Монограмма «РСТ» на фасаде дома по адресу пл. Екатерининская д. 6.[5].
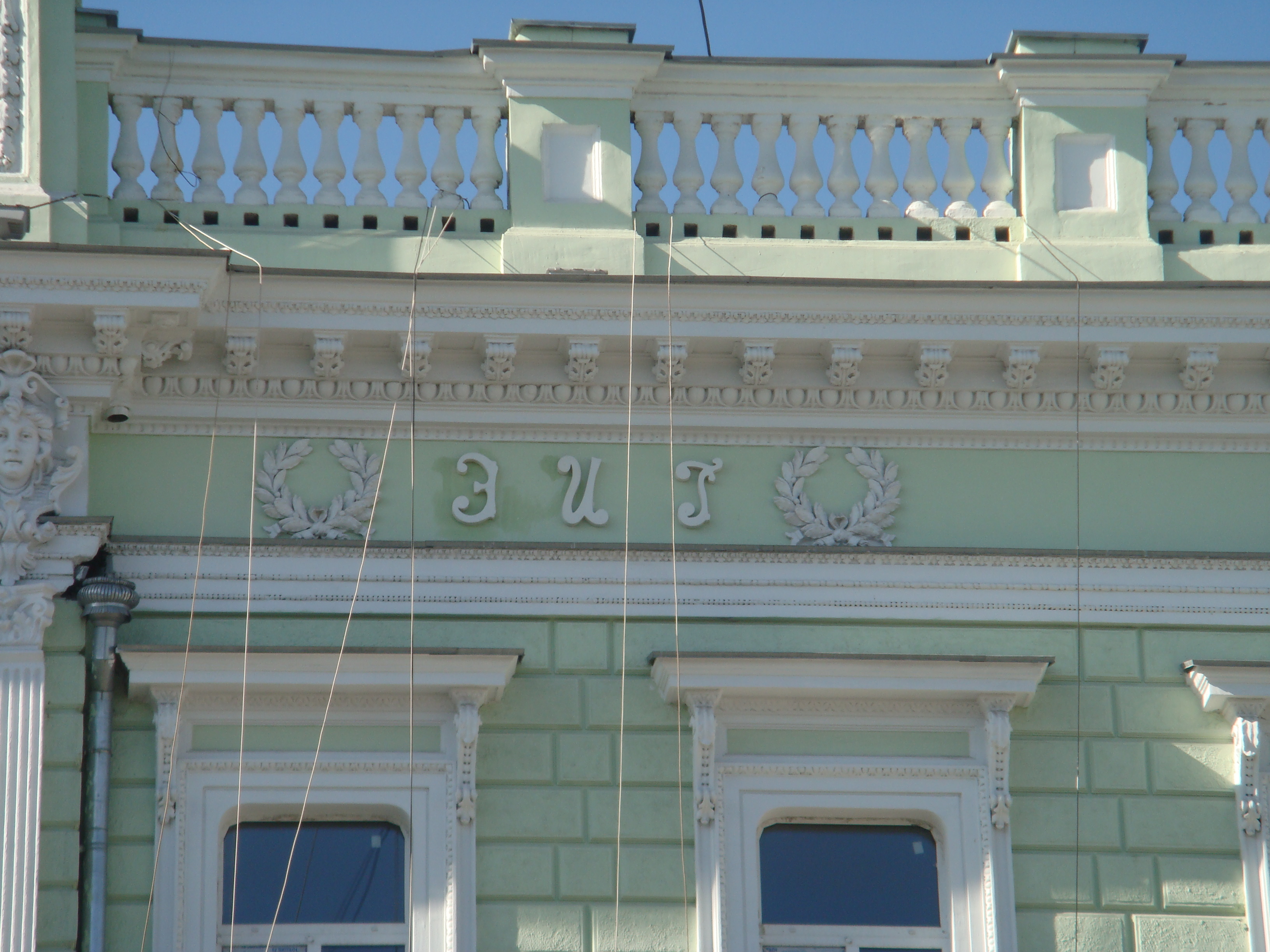
Монограмма «ЭИГ» на фасаде дома по адресу пл. Екатерининская д. 6
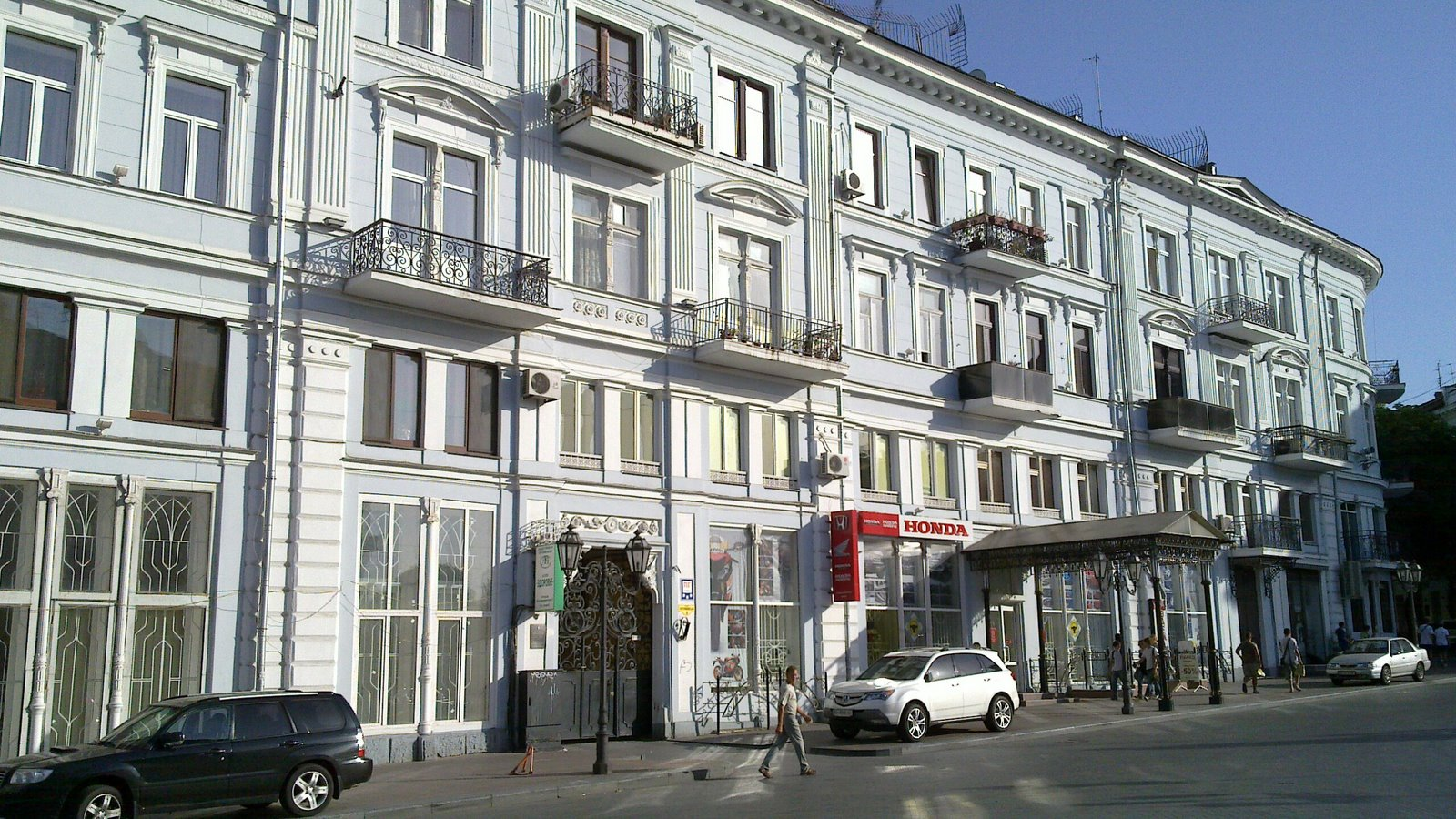
Доходный дом Януша
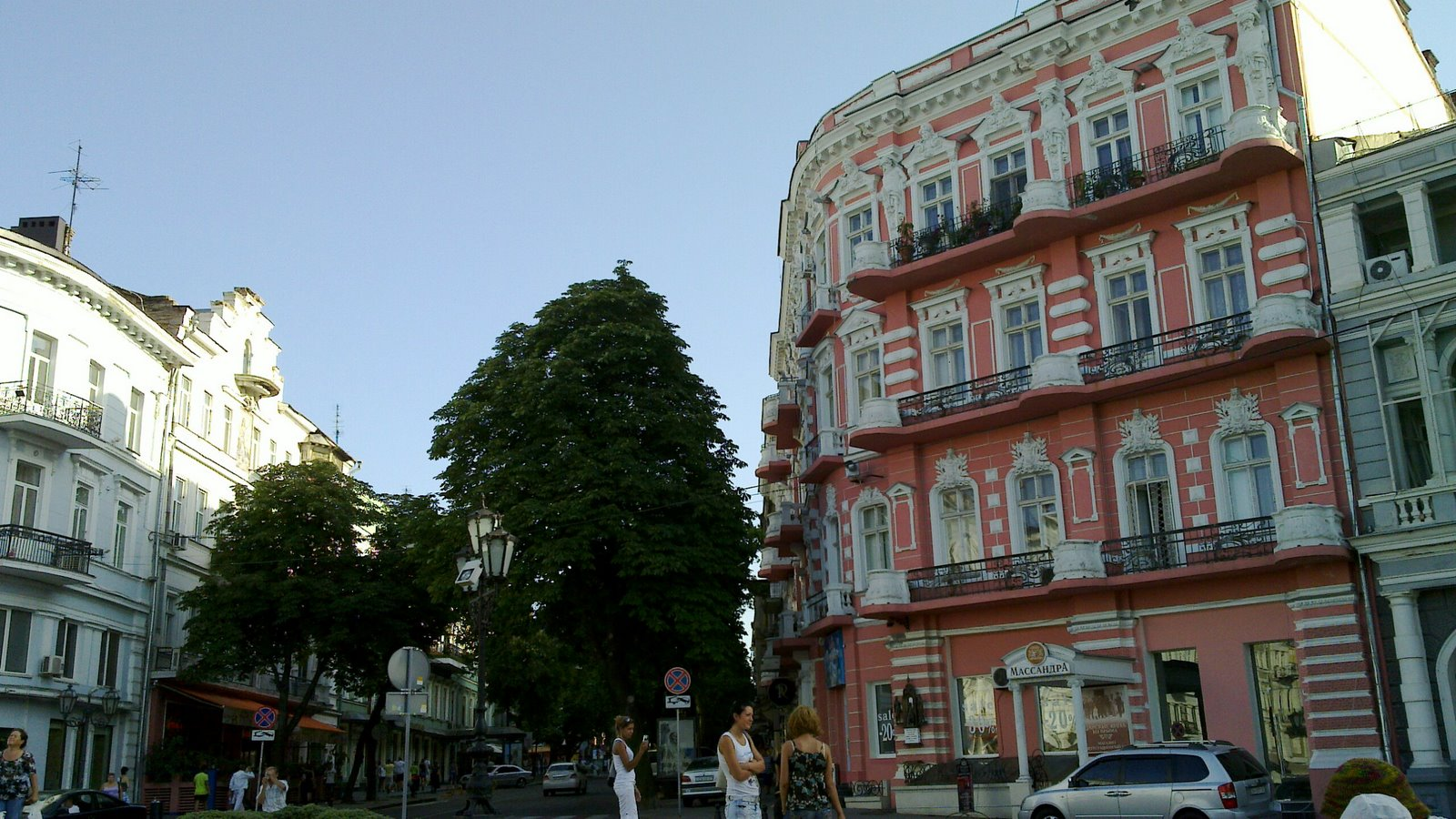
Доходный дом Гагарина
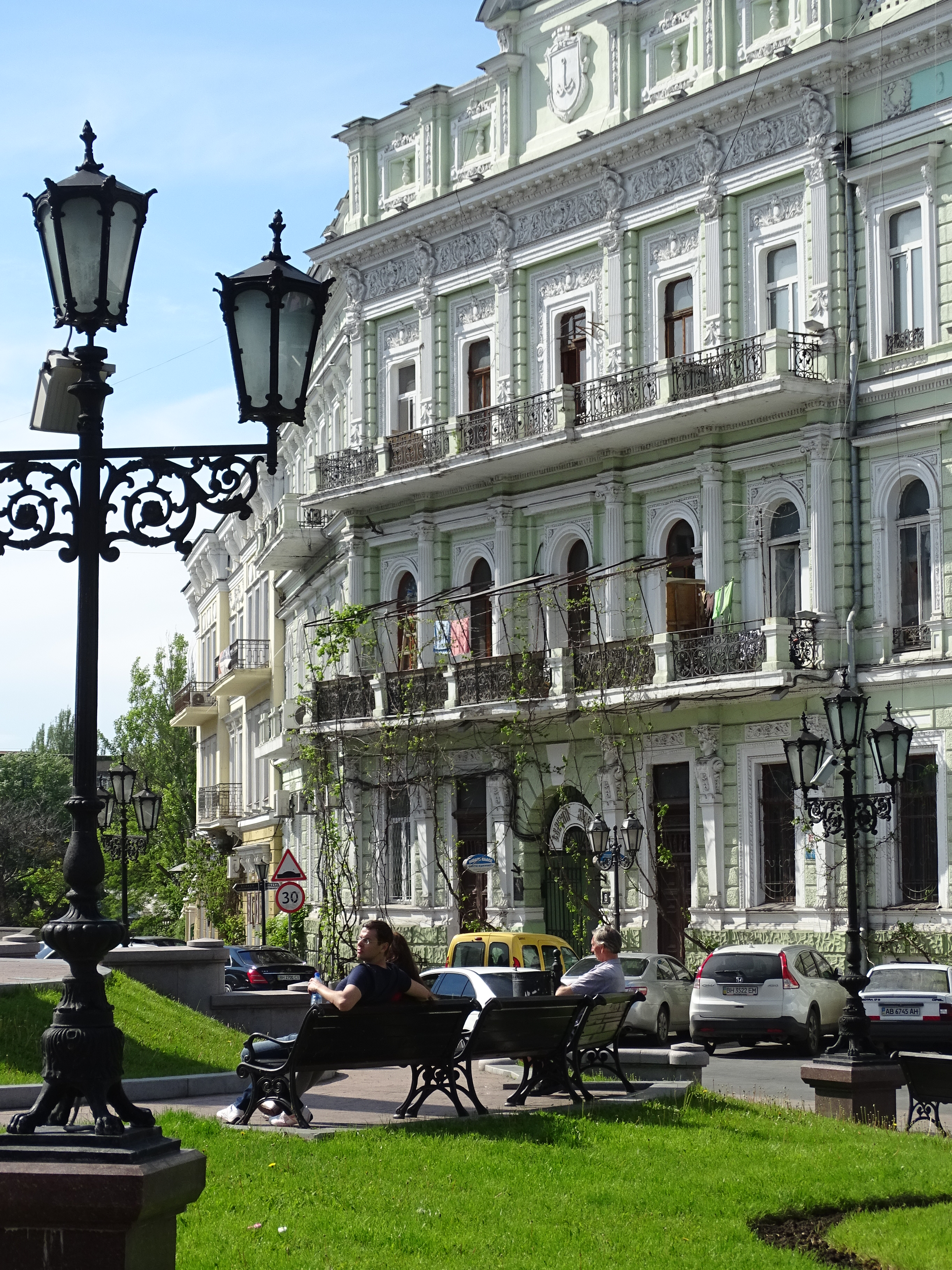
Екатерининская площадь